# Talassemia intermedia
La beta-talassemia intermedia è la forma di gravità intermedia della beta talassemia, o anemia mediterranea.
Genotipicamente, essa è data dalla compresenza, in una condizione di eterozigosi, di un gene β0 (la cui capacità di produrre catene Beta è nulla) su di un allele  e di un gene β+ sull’altro allele (la cui capacità di produrre catene Beta è parzialmente conservata).

## Clinica
Il quadro clinico può quindi variare da una forma molto lieve, paragonabile a quella del trait talassemico, ad una molto grave simile al morbo di Cooley.
Dal punto di vista del quadro anemico, l’emoglobina è in genere a valori ridotti sotto i 10 g/dl. Ematologicamente si riscontra microcitosi ed ipocromia. MCH è ridotto, MCHC normale.
HbA2 aumenta oltre il valore diagnostico di 3,5%, ma tale riscontro (come nelle altre forme di beta-talassemia) può non verificarsi in caso di sideropenia.
La splenomegalia è in genere moderata, le alterazioni scheletriche non sempre sono evidenti. Quando presenti, in genere riguardano solo il cranio (cranio a spazzola), difficile riscontrare l’intero quadro della forma Major.
L’emosiderosi da accumulo di ferro, è assente o modesta, principalmente dovuta al maggior assorbimento intestinale di ferro e dalle eventuali più o meno rare trasfusioni.
La compresenza di un trait alfa-talassemico migliora il quadro clinico, perché impedisce un eccessivo accumulo di catene alfa.

## Trattamento
Non è necessaria alcuna terapia di base; bisogna ricorrere alle trasfusioni nel caso in cui di emoglobina lo richiedano. Idrossiurea, trapianto di midollo e splenectomia non sono in genere necessari.